# Eenpersoonsbrug
Eenpersoonsbrug (Engels: One man operated bridge, OMOB) is een scheepsbrug met een console in het midden waarbij het de bedoeling is dat alles door één persoon bestuurd kan worden. Deze persoon is normaal gezien de officier van wacht. De officier van wacht is verantwoordelijk voor de volledige besturing, navigatie en uitkijk bij een eenpersoonsbrug.
Op normale bruggen wordt een wacht gehouden met twee of meerdere personen en heeft iedere persoon zijn eigen taak (zoals look-out, navigatie, roer, positiebepaling).
Er wordt gezegd dat een eenpersoonsbrug veiliger zou zijn omdat de officier alle informatie sneller kan waarnemen en omdat er geen miscommunicatie tussen personen kan voorkomen. Maar langs de andere kant kan er ook een teveel aan informatie zijn dat niet door één persoon verwerkt kan worden waardoor mensen fouten maken.
De vraag of het wel veilig genoeg is blijft altijd spelen.

## Lay-out
De configuratie en installatie van consoles en apparatuur, moet zo geplaatst zijn dat de officier van wacht zijn navigatieplicht en een goede uitkijk kan behouden. De plaatsing wordt ook wel het werkstation genoemd. Alle bedieningspanelen moeten zichtbaar, hoorbaar en beschikbaar zijn vanaf het werkstation.
Hoorbare geluiden op het dek moeten op de brug ook hoorbaar zijn. Dit wordt gedaan met een microfoon buiten en een luidspreker binnen. De frequentierange waarin geluid hoorbaar moet zijn, wordt aangeraden van 70 tot 700 Hz (IACS). Normaal is het de taak van de look-out voor het horen van geluid en de officier in te lichten maar die is er op deze brug niet.
Verder moet de eenpersoonsbrug ook voldoen aan de vereisten van ISO 8468-normen. Dit is een regelgeving in verband met de lay-out, configuratie en daarbij horende apparatuur van alle bruggen op alle schepen.

### Apparatuur
De officier van wacht moet vanaf zijn werkstation beschikking hebben tot:
- Magnetisch kompas
- Gyrokompas
- GPS
- Radar of meestal radars
- ARPA
- Snelheids- en afstandmeetinstrumenten (log)
- Dieptemeter (echo sounder)
- Elektronische navigatie hulpmiddelen (bijvoorbeeld ECDIS)
- VHF radio installatie
- Automatische piloot met off course alarm
- Handmatige besturing
- Bochtsnelheidsaanwijzer (rate of turn indicators)
- Roerstandaanwijzers
- Telegraaf
- Navtex

En moet in staat zijn:
- Positie, koers, track en snelheid te bepalen
- Het verkeer te kunnen analyseren en maatregelen te kunnen treffen om aanvaringen te vermijden
- Koers en snelheid aan te passen
- Interne en externe communicatie uit te voeren
- Hoorbare signalen te kunnen geven en ontvangen
- De koers, snelheid, track, spoed (bij variabele spoed propeller, VPP), roerhoek en diepte te kunnen monitoren

De officier beschikt over verschillende schermen en controlepanelen om de situatie zo werkelijk mogelijk in te schatten.
De meeste eenpersoonsbruggen werken met ECDIS als elektronische kaart in plaats van de originele papieren kaarten. Een ECDIS heeft als voordeel dat je je positie meteen kan zien op de kaart zonder zelf nog een positie te gaan bepalen wat weer zorgt voor tijdswinst. In veel gevallen heb je ook twee radars (kleine en grote range) aan boord.

## Veiligheid
Een groot nadeel is dat niemand kan controleren of de officier van wacht alert blijft tijdens zijn wacht. Daarom is een eenpersoonsbrug altijd uitgerust met een brugwachtalarmsysteem (EN: Bridge Navigational Watch Alarm System, BNWAS). Dit systeem moet ervoor zorgen dat de officier van wacht wakker en alert blijft. Het systeem zorgt ervoor dat de officier om een bepaalde interval moet verifiëren dat hij nog alert is door bijvoorbeeld op een knop te drukken. Enkel de kapitein kan deze in interval aanpassen. Als er niet geverifieerd wordt na de interval, gaat er een alarm af. Wordt dit alarm niet geaccepteerd zal er een alarm afgaan in de kajuit van de kapitein. Als dit op zijn beurt ook niet geaccepteerd wordt, zal er een algemeen alarm over het schip afgaan.
Het bevestigen van het alarm moet vanuit het werkstation kunnen en eventueel op andere plaatsen waaruit een goede uitkijk gehouden kan worden. Maar enkel en alleen van plaatsen op de brug en nergens anders in het schip.